# Zolt, Timiș
Zolt este un sat în comuna Fârdea din județul Timiș, Banat, România. Se află în partea de est a județului, la poalele nordice ale masivului Poiana Ruscă. În sat se găsește o biserică de lemn care datează din secolul XVIII, cu hramul „Sfinții Apostoli Petru și Pavel”. La recensământul din 2002 avea o populație de 218 locuitori.

## Etimologie
Numele satului este de origine maghiară, de la numele personal Zsolt.

## Istorie
Satul Zolt a fost înființat cel mai devreme în Evul Mediu. Documentar, este amintit pentru prima dată în anul 1454, când era proprietate a lui Iancu de Hunedoara, împreună cu mai multe proprietăți valahe. Matei Corvin a donat satul în 1464 lui Petru Dej de Timișel și Nicolae de Balota. Documentele vremii urmăresc în continuare firul stăpânirii satului. Trece mai departe în proprietatea lui George de Brandenburg iar în 1596 Ștefan Báthory îl donează lui Ștefan Iojică de Braniște. Peste 3 ani trece în stăpânirea lui Sigismund Sarmasaghi, care la rândul lui îl amanetează, în 1608, lui Pavel Keresztesy.
La conscripția generală care s-a ținut în 1717, după cucerirea Banatului de către armatele imperiale habsburgice, Zoltul este menționat cu 10 case, aparținând districtului Făget. În același an este amintit și satul Charada, tot cu 10 case, care se afla la mică distanță, dar care a dispărut (el era amintit și de documente mai vechi, din secolele XV-XVII). Sub administrația imperială, Zoltul a fost inițial proprietate a erariului, după care a fost trecut în proprietatea lui Simeon Franges iar la 1860 cumpărat de baronul Carol Billet.

## Vezi și
- Biserica de lemn din Zolt